# Orlando Pescetti
Orlando Pescetti, né à Marradi vers 1556 et mort à Vérone vers 1624 est un littérateur italien de la Renaissance.

## Biographie
Né vers le milieu du 16e siècle, à Marradi, dans la Toscane, Orlando Pescetti s’établit à Vérone, où il tenait une école de grammaire assez fréquentée. Il eut une dispute avec Giovanni Domenico Candido sur l’emploi et la prononciation du z dans la langue italienne. Il prit, contre Paolo Beni, la défense du dictionnaire de l’Accademia della Crusca, et celle du Pastor fido de Guarini. Mais il eut le malheur de ne pas sentir les beautés de la Jérusalem délivrée, et se permit, en attaquant le Tasse, des expressions qui lui firent plus de tort qu’à l’immortel génie qu’il prétendait rabaisser. Pescetti mourut à Vérone vers 1624.

## Œuvres
On a de lui des traductions, des pièces de théâtre et des opuscules dont Maffei donne la liste assez étendue, quoique incomplète, dans la Verona illustrata, p. 227. On se contentera de citer :
- Breve discorso in favore del buon uso della Z, Vérone, 1588 ;
- La regia pastorella, favola boschereccia, Vérone, 1589, in-8° ;
- Del primo Infarinato, cioè della Risposta dello Infarinato all’Apologia di Torquato Tasso, Difesa di Orlando Pescetti, Verona, 1590 ;
- Orazione dietro al modo dell’instituire la gioventù, Vérone, 1592 ;
- Il Cesare, tragedia, ibid., 1594, in-4°. Les adversaires de Pescetti prétendirent que cette pièce n’était qu’une traduction du César de Muret. Mais Apostolo Zeno, qui avait comparé les deux tragédies, démontre qu’elles n’ont rien de commun que le sujet et le titre.
- Proverbi italiani raccolti et ridotti a certi capi e luoghi communi per ordine d’alfabeto, Vérone, 1602 ; Venise, 1611 ou 1618, in-12 ; volume rare et curieux. C’est le seul des ouvrages de Pescetti qui soit encore recherché.